# Церква Введення в храм Пречистої Діви Марії (Увисла)
Церква Введення в храм Пречистої Діви Марії в Увислі — парафія і храм греко-католицької громади Гусятинського деканату Бучацької єпархії Української греко-католицької церкви в селі Увисла Чортківського району Тернопільської области.
Оголошена пам'яткою архітектури місцевого значення (охоронний номер 1876).

## Історія церкви
Церква збудована та освячена у 1896 році. До 1946 року вона належала до УГКЦ. Після періоду з 1946 по 1990 рік, коли парафія була підпорядкована РПЦ, вона знову повернулася в лоно УГКЦ у 1990 році.
При парафії діють братство «Матері Божої Неустанної Помочі» та «Першої п'ятниці» (з 1996 року).
На території парафії розташовані капличка святого Миколая, хрест на честь скасування панщини, а також символічні могили УСС та воїнам УПА. У власності парафії є проборство.

## Парохи
- о. Теодор Турула (1886—1904),
- о. Антоній Левицький (1904—1905),
- о. Северин Подляшецький (1905—1937),
- о. Олексій Трушкалюк (1937—1938),
- о. Володимир Антонович (1938—1944),
- о. Тимофій Буштинський (з 1989).